# Rousserolle à long bec
Acrocephalus caffer
Espèce
Synonymes
- Conopoderas caffra
- Oriolus musae
- Sitta caffra
- Sitta otatare
- Tatare longirostris
- Tataer otaitensis
- Turdus longirostris

Statut de conservation UICN

 EN B1ab(ii,iii,v);C2a(i) : En danger
La Rousserolle à long bec ou Fauvette à long bec (Acrocephalus caffer) est une espèce d'oiseau de la famille des Acrocephalidae endémique de Polynésie française.

## Aire de répartition
Cet oiseau peuple les Iles de la Société : îles du Vent (Tahiti, Moorea) et îles Sous-le-Vent (Huahine, Raiatea).

## Sous-espèces
D'après Alan P. Peterson, il existe cinq sous-espèces :
- Acrocephalus caffer caffer (Sparrman, 1786), de Tahiti,
- Acrocephalus caffer garretti de Huahine,
- Acrocephalus caffer longirostris de Moorea,
- Acrocephalus caffer musae de Raiatea,
- Acrocephalus caffer flavidus de Napuka[1].

## Statut
La sous-espèce de Raiatea s'est éteinte en 1775. Celle de Huahine est probablement éteinte également.

## L'animal et l'homme

### Nom local
Cet oiseau est connu des habitants à Tahiti sous les noms vernaculaires maohi de « otatare » et de « manu ofe ».

### Philatélie
L'espèce est représentée sur deux timbres d'Aitutaki, en 1982 et 1983.